# Jamestown (North Dakota)
 For alternative betydninger, se Jamestown. (Se også artikler, som begynder med Jamestown)
Jamestown er en amerikansk by og administrativt centrum for det amerikanske county Stutsman County i staten North Dakota. I 2000 havde byen et indbyggertal på 15.527.
46°54′38″N 98°42′30″V / 46.91056°N 98.70844°V